# Psyche ominosa
Psyche ominosa is een vlinder uit de familie zakjesdragers (Psychidae). De wetenschappelijke naam van deze soort is voor het eerst geldig gepubliceerd in 1918 door Meyrick.